# Badminton bei den Junioren-Panamerikaspielen
 Badminton wurde bei den Junioren-Panamerikaspielen bei der ersten Ausgabe 2021 gespielt. Auch 2025 gehörten Badmintonwettbewerbe zum Programm der Spiele.

## Die Sieger
| Jahr | Herreneinzel | Dameneinzel | Herrendoppel      | Damendoppel       | Mixed                    |
| ---- | ------------ | ----------- | ----------------- | ----------------- | ------------------------ |
| 2021 | Brian Yang   | Rachel Chan | nicht ausgetragen | nicht ausgetragen | Brian Yang Rachel Chan   |
| 2025 | Victor Lai   | Rachel Chan | nicht ausgetragen | nicht ausgetragen | Davi Silva Juliana Viana |